# Psillio
Lo psillio (o ispaghula) è il seme di alcune specie di piante del genere Plantago, particolarmente apprezzato per il suo alto contenuto di mucillagini. Questo piccolo seme, una volta a contatto con l'acqua, forma un gel denso che lo rende un efficace rimedio per regolare la funzione intestinale, agendo sia contro la stitichezza che la diarrea lieve. Grazie alle sue proprietà gelificanti, viene anche utilizzato in cucina come addensante in prodotti da forno, gelati e altri alimenti. La sua azione prebiotica favorisce inoltre la salute della flora batterica intestinale, contribuendo al benessere digestivo. Per questi motivi, lo psillio è un ingrediente versatile in ambito nutrizionale, farmaceutico e culinario.
La sua pianta Plantago è un'erba annuale, originaria della regione mediterranea, in particolare dell'Europa meridionale, del Nord Africa e dell'Asia occidentale.

## Usi

### Salute umana

#### Salute digestiva
Lo psillio è utilizzato principalmente come fibra alimentare viscosa e solubile che non viene assorbita dall'intestino tenue La buccia di psillio contiene una grande quantità di fibre alimentari, con un alto contenuto di fibre solubili, utili per favorire la regolarità della defecazione e alleviare la stitichezza.
Quando lo psillio viene mescolato con l'acqua, le sue fibre solubili - in particolare le mucillagini - assorbono rapidamente il liquido, gonfiandosi e formando una massa gelatinosa viscosa ed elastica. Il gel prodotto agisce come un emolliente intestinale, cioè trattiene acqua nelle feci rendendolo più morbide e voluminose e facilitandone il passaggio attraverso il colon.
Lo psillio è utile anche nel trattamento della diarrea, in quanto le fibre solubili della sua buccia formano un gel che può intrappolare le molecole di acqua in eccesso presente nel lume intestinale.
All'inizio, l'assunzione di psillio può causare flatulenza, un aumento del gas intestinale, poiché le sue fibre solubili, una volta raggiunte il colon, vengono in parte fermentate dai batteri intestinali che, come prodotto della loro digestione, producono gas come idrogeno, anidride carbonica e metano.
Lo psillio può risultare meno efficace in casi acuti rispetto ad altri lassativi come il glicole polietilenico (PEG), lattulosio e frutte come prugne che stimolano la motilità dell'intestino.

## Effetti avversi
I prodotti contenenti psillio sono generalmente sicuri. Tuttavia, alcune eccezioni sono persone con significative anomalie intestinali preesistenti - come stenosi gastrointestinali o motilità compromessa - o precedenti interventi chirurgici intestinali.
Lo psillio può causare ostruzioni intestinali se assunto senza un'adeguata quantità di acqua.
Lo psillio dovrebbe essere evitato dalle persone che hanno problemi alla gola o difficoltà a deglutire.
Sono state segnalate reazioni allergiche, tra cui anafilassi, difficoltà respiratorie/respiro sibilante, eruzioni cutanee e orticaria, dopo l'ingestione di prodotti a base di psillio.
il gel di psillio ha il potenziale di ridurre  l'assorbimento di farmaci, legandoli parzialmente, per cui è raccomandato distanziare l'assunzione da 1 a 2-4 ore
Alcuni farmaci possono essere influenzati dallo psillio, tra cui anticoagulanti, antidepressivi, agenti antigotta, agenti antinfiammatori, diuretici, salicilati, tetracicline, nitrofurantoina, insulina, litio (Lithobid®, Eskalith®) e digossina (Lanoxin®).